# Kjetil Mørland
Kjetil Mørland (Grimstad, Noruega, 3 de octubre de 1980), también conocido como Mørland, es un cantante, compositor y músico noruego, conocido por ser, junto a Debrah Scarlett, el representante de Noruega en el Festival de la Canción de Eurovisión 2015 con la canción titulada «A Monster Like Me».

## Biografía
Kjetil toca la guitarra y el piano. En el año 2008 junto a los cantantes británicos Ric Wilson, James Penhallow, Ross Martin y Mike Hillman, formaron una banda de Rock pop llamada Absent Elk con la que han sacado desde su inicio diversos singles, lanzando el álbum Caught in the Headlights durante la primavera de 2009, actualmente tienen como sello discográfico a Sony Music. Junto a su banda han ido por numerosos puntos de Reino Unido dando conciertos como teloneros de grupos conocidos intencionalmente como The Script, The Hoosiers o Girls Aloud.
En el Melodi Grand Prix de 2015, Mørland y la cantante Debrah Scarlett fueron seleccionados para representar a Noruega en el Festival de la Canción de Eurovisión 2015 con la canción titulada «A Monster Like Me».